# Quinto Petronio Modesto
Quinto Petronio Modesto (in latino Quintus Petronius Modestus; Tergeste, I secolo – II secolo) è stato un militare romano; tappe della vita di Modesto sono incise su tre iscrizioni lapidarie nella cavea del teatro romano di Trieste.

## Biografia
È nato, forse a Tergeste, sotto l'impero di Nerone.
All'inizio della sua carriera militare nell'ordine equestre, fa parte della Legio XII Fulminata in Cappadocia. Torna a Roma, prima di incorporare la Legio I Adiutrix, forse in Pannonia.
Alla fine del primo secolo d.C. (quando erano imperatori Nerva, e successivamente, Traiano), divenne procuratore finanziario di Galizia (una provincia dell'Hispania) dove amministra le risorse minerarie.
Tornato dalla Spagna, è flamine del culto di Claudio. Trasferito a Trieste, partecipa come evergete all'ultima fase di riparazioni del teatro, dove una statua lo rappresenta. È possibile che questo monumento sia stato costruito da uno dei suoi antenati.